# Sollen
Sollen är en ö i sjön Amungen i Dalarna. I sjön, strax öster om ön, går gränsen till Hälsingland.
Sollen ägs till större delen av Rättvik/Boda jordägarsamfällighets förening. Det finns även en äldre privatägd jordbruksfastighet på ön som heter Bragdens belägen på öns södra del. Ön är cirka 3 km lång och ytan uppgår till cirka 300 ha. På ön finns några arrenderade fritidsfastigheter.